# Solo3min
Solo3min è un singolo del gruppo musicale italiano Negramaro, pubblicato il 14 ottobre 2005 come terzo estratto dal terzo album in studio Mentre tutto scorre.

## Video musicale
Il videoclip di Solo3min è stato girato a Milano nel quartiere di Bicocca dal regista Stefano Moro. Nel video i componenti del gruppo sono delle statue davanti ad un palazzo, mentre intorno a loro la gente cammina indifferentemente. Ad un tratto, le statue prendono vita e cominciano ad eseguire il brano, mentre le altre persone si sono immobilizzate. Giuliano Sangiorgi, frontman del gruppo, scende dal suo piedistallo per cantare accoratamente il brano ad una ragazza (interpretata dall'attrice Valeria Solarino), ancora immobile fra la folla. Queste scene sono intervallate da sequenze del gruppo nello stesso ambiente, ma nella loro forma "umana" che esegue il pezzo.

## Tracce
Testi e musiche di Giuliano Sangiorgi.
1. Solo3min – 3:38

## Formazione
Gruppo
- Giuliano Sangiorgi – voce, chitarra, arrangiamento
- Emanuele Spredicato – chitarra, arrangiamento
- Ermanno Calà – basso, arrangiamento
- Andrea Mariano – pianoforte, Fender Rhodes, sintetizzatore, arrangiamento
- Danilo Tasco – batteria, arrangiamento
- Andrea "Pupillo" De Rocco – campionatore, arrangiamento

Produzione
- Corrado Rustici – produzione, arrangiamento
- David Frazer – registrazione, missaggio
- Fausto Demetrio – assistenza alla registrazione
- Roberto Di Falco – assistenza al missaggio
- Massimo Viscardi – assistenza al missaggio
- Stephen Mercussen – mastering

## Classifiche

### Classifiche settimanali
| Classifica (2005) | Posizione massima |
| ----------------- | ----------------- |
| Italia            | 32                |

### Classifiche di fine anno
| Classifiche (2006) | Posizione |
| ------------------ | --------- |
| Italia             | 61        |